# Arhopala brahma
Arhopala brahma är en fjärilsart som beskrevs av George Thomas Bethune-Baker 1897. Arhopala brahma ingår i släktet Arhopala och familjen juvelvingar. Inga underarter finns listade i Catalogue of Life.